# Mucuri
Mucuri is een gemeente in de Braziliaanse deelstaat Bahia. De gemeente telt 35.501 inwoners (schatting 2009).

## Aangrenzende gemeenten
De gemeente grenst aan Ibirapuã, Nova Viçosa, Conceição da Barra (ES), Nanuque (MG), Pedro Canário (ES) en Serra dos Aimorés (MG).

## Verkeer en vervoer
De plaats ligt aan de wegen BA-001 en BA-698.

## Galerij

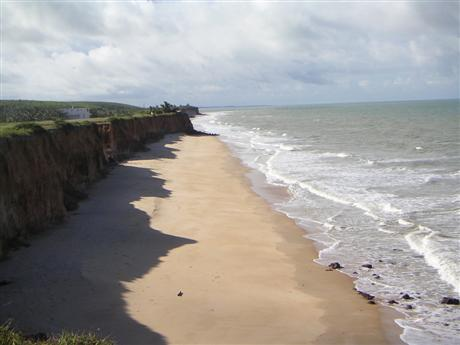
Strand bij Costa Dourada in de gemeente Mucuri